# Outlook on the web
Outlook on the web (ранее — Exchange Web Connect, Outlook Web Access, и Outlook Web App) — веб-почта для доступа к серверу совместной работы Microsoft Exchange Server. Доступна клиентам Microsoft 365.
Первая реализация XMLHttpRequest была создана именно для Outlook on the web.

## Особенности
Основные особенности Outlook on the web:
Доступность с любого устройства. Outlook on the web позволяет получать доступ к электронной почте, календарю, контактам и задачам с любого устройства, подключённого к интернету. Это может быть компьютер, планшет или смартфон.
Синхронизация данных. Все изменения, внесённые в данные на одном устройстве, автоматически синхронизируются с другими устройствами. Это гарантирует, что информация всегда будет актуальной и доступной.
Возможность работы в режиме онлайн и офлайн. В Outlook on the web есть возможность работать в режиме онлайн, когда есть подключение к интернету, и в режиме офлайн, когда интернет отсутствует. При работе в офлайн режиме данные сохраняются локально на устройстве, и при появлении интернета они синхронизируются с сервером.
Интеграция с другими сервисами Microsoft. Outlook on the web интегрирован с другими сервисами Microsoft, такими как OneDrive, Teams и другими. Это позволяет легко обмениваться данными между различными сервисами и упрощает работу с ними.
Уведомления и напоминания. В Outlook on the web можно настроить уведомления и напоминания о предстоящих событиях, встречах, задачах и других важных событиях. Это помогает не пропустить важные события и быть в курсе своих дел.
Фильтрация и поиск. В Outlook on the web можно фильтровать и искать сообщения, контакты, задачи и другие данные. Это позволяет быстро находить нужную информацию и не тратить время на поиск.
Настройки безопасности. Outlook on the web обеспечивает защиту данных пользователей. Можно настроить доступ к данным только для определённых пользователей или групп пользователей.
Доступность функций для работы с почтой. В Outlook on the web доступны все основные функции для работы с электронной почтой, такие как отправка и получение писем, создание и управление папками, настройка правил и фильтров и другие.
Возможность работы с несколькими учётными записями. В Outlook on the web можно работать с несколькими учётными записями электронной почты. Это удобно для пользователей, которые используют несколько почтовых сервисов.
Адаптивный дизайн. Outlook on the web имеет адаптивный дизайн, который позволяет корректно отображаться на разных устройствах с разными разрешениями экрана. Это обеспечивает удобство использования на любых устройствах.

## Редакции
Существует в трёх модификациях:
- OWA Basic — использует HTML 3.2, JavaScript. Совместим с подавляющим большинством браузеров; требует обязательной поддержки фреймов.
- OWA Premium — использует специфичные возможности Internet Explorer 5 (6). Позволяет переложить часть функциональности на скрипты и увеличить скорость работы (по сравнению с OWA Basic).
- OMA (англ. outlook mobile access) — самый примитивный клиент, рассчитанный на WAP-браузеры на мобильных устройствах; в настоящий момент считается (Microsoft) устаревающим.

## Авторизация пользователей
В Outlook on the web существует два типа авторизации — средствами http(s) и form based (с помощью «окна логина» — обычной страницы с формой ввода логина/пароля). Form Based авторизация позволяет использовать передачу пароля в шифрованном виде даже в http режиме. Дополнительные расширения (вроде капчи) так же доступны только при form based auth.